# 波蘭軍團
波蘭軍團（波蘭語：Legiony Polskie we Włoszech； 也稱為）為拿破崙時期與法國軍隊一起服役的數個波蘭軍事單位，主要在1797至1803年間，其中部份單位持續至1815年。
1795年第三次瓜分波蘭後，許多波蘭人認為革命的法國及其盟邦會對波蘭伸出援手，因為波蘭的瓜分國普魯士、奧地利及俄羅斯帝國也正是法國的敵人。許多波蘭士兵、軍官和志願者移民到這些國家，尤其是法國統治下的義大利地區、法國的附庸國或姐妹共和國（因此產生“義大利的波蘭軍團”一詞）及他們所加入的地方軍隊勢力所在的法國。
很快地，波蘭新兵的數量成千上萬，在拿破崙・波拿巴的支持下，波蘭軍事部隊終於成立，獲頒波蘭軍銜並受波蘭軍官指揮。他們被稱為“波蘭軍團”，為由法國指揮的流亡波蘭軍隊。
在拿破崙戰爭期間同法國軍隊一起效力的波蘭軍團參與了大部份的拿破崙戰役，從西印度群島至義大利和埃及。華沙公國於1807年成立時，許多軍團以退役軍人為核心，加入由約澤夫・波尼亞托夫斯基所建立的公國軍隊。這支部隊於1809年戰勝奧地利並與法國軍隊在無數戰鬥中並肩作戰，直到1812年俄羅斯的災難性入侵為止。